# Films américains sortis en 1944
Listes de films américains
- 1940
- 1941
- 1942
- 1943
- 1944
- 1945
- 1946
- 1947
- 1948

Liste (non exhaustive) de films américains sortis en 1944.
La Route semée d'étoiles (Going My Way) remporte l'Oscar du meilleur film à la 17e cérémonie des Oscars organisée le 15 mars 1945

## A-C (par ordre alphabétique des titres en anglais)
| Titre                          | Réalisateur                 | Distribution                            | Genre                                     | Notes                                          |
| ------------------------------ | --------------------------- | --------------------------------------- | ----------------------------------------- | ---------------------------------------------- |
| The 957th Day                  |                             |                                         | Court métrage, film de guerre, propagande | Produit par l'US Navy                          |
| The Adventures of Mark Twain   | Irving Rapper               | Fredric March, Alexis Smith             | Aventure                                  |                                                |
| Ali Baba and the Forty Thieves | Arthur Lubin                | Jon Hall, Maria Montez, Leif Erickson   | Aventure                                  |                                                |
| And Now Tomorrow               | Irving Pichel               | Alan Ladd, Susan Hayward                | Drame                                     | D'après le livre de Rachel Field               |
| And the Angels Sing            | George Marshall             | Fred MacMurray, Betty Hutton            | Film musical                              |                                                |
| Arsenic and Old Lace           | Frank Capra                 | Cary Grant, Raymond Massey              | Screwball comedy                          | D'après la pièce de Joseph Kesselring          |
| Attack! Battle of New Britain  |                             |                                         | Film de guerre, propagande, court métrage |                                                |
| Barbary Coast Gent (en)        | Roy Del Ruth                | Wallace Beery, Binnie Barnes            | Comédie western                           | MGM                                            |
| The Barber of Seville          | James Culhane               |                                         | Dessin animé, court métrage               | Walter Lantz Productions et Universal Pictures |
| Bathing Beauty                 | George Sidney               | Esther Williams, Red Skelton            | Film musical                              | MGM                                            |
| The Battle of China            | Frank Capra                 |                                         | Film de guerre, propagande                |                                                |
| Between Two Worlds             | Edward A. Blatt             | John Garfield, Paul Henreid             | Mystère                                   | Warner Bros.                                   |
| The Big Noise                  | Malcolm St. Clair           | Laurel et Hardy                         | Comédie                                   | 20th Century Fox                               |
| Bluebeard                      | Edgar G. Ulmer              | John Carradine                          | Thriller                                  |                                                |
| The Bodyguard                  | Hanna-Barbera               | Tom and Jerry                           | Dessin animé, court métrage               | MGM                                            |
| The Bridge of San Luis Rey     | Rowland V. Lee              | Lynn Bari, Akim Tamiroff                | Drame                                     | d'après le roman de Thornton Wilder            |
| Broadway Rhythm                | Roy Del Ruth                | George Murphy, Lena Horne               | Film musical                              | MGM                                            |
| Buffalo Bill                   | William A. Wellman          | Joel McCrea, Maureen O'Hara             | Western, film biographique                | 20th Century Fox                               |
| Bugs Bunny Nips the Nips       | Friz Freleng                | Merrie Melodies                         | Dessin animé                              | Warner Bros.                                   |
| Bugs Bunny and the Three Bears | Chuck Jones                 | Merrie Melodies                         | Dessin animé                              | Warner Bros.                                   |
| Busy Buddies                   | Del Lord                    | Les Trois Stooges                       | Comédie court métrage                     | Columbia Pictures                              |
| Can't Help Singing             | Frank Ryan                  | Deanna Durbin, Robert Paige             | Film musical                              |                                                |
| The Canterville Ghost          | Jules Dassin                | Charles Laughton                        | Comédie Fantasy                           | MGM                                            |
| Captain America                | Elmer Clifton, John English |                                         | Serial                                    | Republic Pictures                              |
| Casanova Brown                 | Sam Wood                    | Gary Cooper, Teresa Wright              | Comédie                                   | RKO Pictures                                   |
| Christmas Holiday              | Robert Siodmak              | Deanna Durbin, Gene Kelly               | Film noir                                 | Universal Pictures                             |
| The Climax                     | George Waggner              | Boris Karloff                           | Film d'horreur                            | Universal Pictures                             |
| Cobra Woman                    | Robert Siodmak              | Maria Montez, Jon Hall, Sabu            | Aventure                                  | Universal Pictures                             |
| The Conspirators               | Jean Negulesco              | Hedy Lamarr, Paul Henreid               | Espionnage                                | Warner Bros.                                   |
| Cover Girl                     | Charles Vidor               | Rita Hayworth, Gene Kelly, Phil Silvers | Film musical                              | Columbia Pictures                              |
| Crash Goes the Hash            | Jules White                 | Les Trois Stooges                       | Comédie court métrage                     | Columbia Pictures                              |
| Crime by Night                 | William Clemens             | Jane Wyman, Jerome Cowan                | Film policier, drame                      |                                                |
| Cry of the Werewolf            | Henry Levin                 | Nina Foch                               | Horreur                                   | Columbia Pictures                              |
| The Curse of the Cat People    | Robert Wise                 | Simone Simon, Jane Randolph             | Horreur                                   | RKO Pictures                                   |

## D-H
| Titre                     | Réalisateur                    | Distribution                                         | Genre                        | Notes                                      |
| ------------------------- | ------------------------------ | ---------------------------------------------------- | ---------------------------- | ------------------------------------------ |
| Dancing Romeo             | Cy Endfield                    | Les Petites Canailles                                | Comédie, court métrage       | MGM                                        |
| Days of Glory             | Jacques Tourneur               | Gregory Peck                                         | Film d'amour, drame          | RKO Pictures                               |
| Dead Man's Eyes           | Reginald Le Borg               | Lon Chaney, Jr.                                      | Mystère                      | Universal Pictures                         |
| Delinquent Daughters      | Albert Herman                  |                                                      | Exploitation                 |                                            |
| Double Exposure           | William A. Berke               | Chester Morris, Nancy Kelly                          | Film policier, comédie       | Paramount Pictures                         |
| Double Indemnity          | Billy Wilder                   | Fred MacMurray, Barbara Stanwyck, Edward G. Robinson | Film noir                    | 7 nominations aux Oscar                    |
| Dragon Seed               | Harold S. Bucquet, Jack Conway | Katharine Hepburn, Walter Huston                     | Film noir                    | MGM                                        |
| Enter Arsène Lupin        | Ford Beebe                     | Charles Korvin, Ella Raines                          | Film policier                | Universal                                  |
| Angoisse                  | Jacques Tourneur               | Hedy Lamarr, George Brent                            | Film noir                    | RKO Pictures                               |
| Farewell, My Lovely       | Edward Dmytryk                 | Dick Powell, Claire Trevor                           | Film noir                    | aka Murder, My Sweet                       |
| The Fighting Lady         | Edward Steichen                |                                                      | Film de guerre, propagande   |                                            |
| The Fighting Seabees      | Edward Ludwig                  | John Wayne, Susan Hayward                            | Film de guerre               | Republic Pictures                          |
| The Fighting Sullivans    | Lloyd Bacon                    | Anne Baxter, Thomas Mitchell                         | Film biographique, drame     | 20th Century Fox                           |
| Frenchman's Creek         | Mitchell Leisen                | Joan Fontaine, Basil Rathbone                        | Aventure                     | Paramount Pictures                         |
| Gambler's Choice          | Frank McDonald                 | Chester Morris, Nancy Kelly                          | Film policier                | Paramount Pictures                         |
| Gaslight                  | George Cukor                   | Charles Boyer, Ingrid Bergman, Angela Lansbury       | Film noir                    | Oscar de la meilleure actrice pour Bergman |
| Gents Without Cents       | Jules White                    | Les Trois Stooges                                    | Comédie, court métrage       | Columbia Pictures                          |
| La Route semée d'étoiles  | Leo McCarey                    | Bing Crosby, Barry Fitzgerald                        | Comédie musicale             | remporte 7 Academy Awards                  |
| The Great Alaskan Mystery | Lewis D. Collins, Ray Taylor   |                                                      | Serial                       | Universal                                  |
| The Great Moment          | Preston Sturges                | Joel McCrea, Betty Field                             | Biopic                       | Paramount Pictures                         |
| Hail the Conquering Hero  | Preston Sturges                | Eddie Bracken, Ella Raines, William Demarest         | Comédie                      | Paramount Pictures                         |
| Hare Force                | Friz Freleng                   | Bugs Bunny                                           | Dessin animé, court métrage  | Warner Bros.                               |
| Haunted Harbor (en)       | Spencer Gordon Bennet          |                                                      | Serial                       | Republic Pictures                          |
| Hell-Bent for Election    | Charles M. Jones               |                                                      | Dessin animé                 |                                            |
| Hollywood Canteen         |                                |                                                      | Documentaire                 | Warner Bros.                               |
| Home in Indiana           | Henry Hathaway                 | Walter Brennan, Charlotte Greenwood, Ward Bond       | Drame                        | 20th Century Fox                           |
| The Hour Before the Dawn  | Frank Tuttle                   | Veronica Lake, Franchot Tone, Binnie Barnes          | Drame                        | Paramount                                  |
| House of Frankenstein     | Erle C. Kenton                 | Boris Karloff, Lon Chaney, Jr.                       | Film d'horreur               | Universal Pictures                         |
| How to Play Golf          | Jack Kinney                    |                                                      | Dessin animé                 | Disney distribué par la RKO                |
| Hymn of the Nations       | Alexander Hammid               |                                                      | Film de guerre, documentaire |                                            |

## I-N
| Titre                                        | Réalisateur                   | Distribution                                                             | Genre                           | Notes                                   |
| -------------------------------------------- | ----------------------------- | ------------------------------------------------------------------------ | ------------------------------- | --------------------------------------- |
| I Accuse My Parents (en)                     | Sam Newfield                  | Mary Beth Hughes                                                         | Film policier, drame            |                                         |
| Idle Roomers                                 | Del Lord                      | Les Trois Stooges                                                        | Comédie, court métrage          | Columbia Pictures                       |
| I'll Be Seeing You                           | William Dieterle              | Ginger Rogers, Shirley Temple                                            | Drame                           | Selznick International Pictures         |
| In Our Time                                  | Vincent Sherman               | Ida Lupino, Paul Henreid                                                 | Film d'amour                    | Warner Bros.                            |
| In Society                                   | Jean Yarbrough                | Abbott et Costello                                                       | Comédie                         | Universal Pictures                      |
| The Invisible Man's Revenge                  | Ford Beebe                    | Jon Hall, John Carradine                                                 | Science fiction, Film d'horreur | Universal Pictures                      |
| It Happened Tomorrow                         | René Clair                    | Dick Powell, Linda Darnell                                               | Fantasy, Comédie                | 2 nominations aux Academy Award         |
| Jammin' the Blues                            | Gjon Mili                     |                                                                          | Court métrage                   |                                         |
| Jerry ne se laisse pas faire (Mouse Trouble) | Hanna-Barbera                 | Tom and Jerry                                                            | Dessin animé, court métrage     | MGM                                     |
| The Keys of the Kingdom                      | John M. Stahl                 | Gregory Peck, Thomas Mitchell, Roddy McDowall                            | Drame                           | 20th Century Fox                        |
| Kismet                                       | William Dieterle              | Ronald Colman, Marlene Dietrich, James Craig                             | Film historique                 | MGM                                     |
| The Lady and the Monster                     | George Sherman                | Vera Ralston                                                             | Science fiction, Film d'horreur | Republic Pictures                       |
| Lady in the Dark                             | Kurt Weill                    | Ginger Rogers, Ray Milland                                               | Film musical                    |                                         |
| Invitation à la danse                        | Frank Woodruff                | Belita                                                                   | Film musical                    | Monogram Pictures                       |
| Laura                                        | Otto Preminger                | Gene Tierney, Dana Andrews, Clifton Webb, Vincent Price, Judith Anderson | Film noir                       | d'après le roman de Vera Caspary        |
| Lifeboat                                     | Alfred Hitchcock              | Tallulah Bankhead, William Bendix                                        | Film de guerre, drame           | Meilleur scénario aux Oscars            |
| Little Red Riding Rabbit                     | Friz Freleng                  |                                                                          | Dessin animé, court métrage     | Warner Bros.                            |
| The Lodger                                   | John Brahm                    | Merle Oberon, George Sanders, Laird Cregar                               | Film d'horreur                  | 20th Century Fox                        |
| Lost in a Harem                              | Charles Reisner               | Abbott et Costello                                                       | Comédie                         | MGM                                     |
| Man from Frisco                              | Robert Florey                 | Michael O'Shea, Anne Shirley                                             | Espionnage                      | Republic                                |
| The Mask of Dimitrios                        | Jean Negulesco                | Sydney Greenstreet, Peter Lorre                                          | Film noir                       | d'après le roman d'Eric Ambler          |
| Meet me in Saint Louis                       | Vincente Minnelli             | Judy Garland, Margaret O'Brien, Mary Astor                               | Film musical                    | 4 nominations aux Oscar                 |
| Meet the People                              | Charles Reisner               | Lucille Ball, Dick Powell                                                | Film musical                    | Metro-Goldwyn-Mayer                     |
| Memphis Belle: A Story of a Flying Fortress  | William Wyler                 |                                                                          | Documentaire                    | Paramount Pictures                      |
| The Million Dollar Cat                       | William Hanna, Joseph Barbera |                                                                          | Dessin animé, court métrage     | MGM                                     |
| Ministry of Fear                             | Fritz Lang                    | Ray Milland                                                              | Film noir                       | Paramount Pictures                      |
| The Miracle of Morgan's Creek                | Preston Sturges               | Eddie Bracken, Betty Hutton, William Demarest                            | Comédie                         | Paramount Pictures                      |
| Le Créateur de monstres (en)                 | Sam Newfield                  | J. Carrol Naish                                                          | Science fiction                 |                                         |
| Mr. Skeffington                              | Vincent Sherman               | Bette Davis, Claude Rains                                                | Drame                           | Warner Bros.                            |
| Mrs. Parkington                              | Tay Garnett                   | Greer Garson, Walter Pidgeon, Edward Arnold                              | Drame                           |                                         |
| The Mummy's Curse                            | Leslie Goodwins               | Lon Chaney                                                               | Film d'horreur                  | Universal Pictures                      |
| The Mummy's Ghost                            | Reginald Le Borg              | Lon Chaney, John Carradine                                               | Film d'horreur                  | Universal Pictures                      |
| Murder, My Sweet                             | Edward Dmytryk                | Dick Powell, Claire Trevor                                               | Film noir                       | RKO Pictures                            |
| Mystery of the River Boat (en)               | Lewis D. Collins, Ray Taylor  |                                                                          | Serial                          | Universal Pictures                      |
| National Velvet                              | Clarence Brown                | Mickey Rooney, Elizabeth Taylor                                          | Drame                           | MGM; remporte 2 Oscars                  |
| The Negro Soldier                            | Stuart Heisler                |                                                                          | Film de guerre, propagande      |                                         |
| Nevada                                       | Edward Killy                  | Robert Mitchum, Anne Jeffreys                                            | Western                         | RKO Pictures                            |
| No Dough Boys                                | Jules White                   | Les Trois Stooges                                                        | Comédie, court métrage          | Columbia Pictures                       |
| None But the Lonely Heart                    | Clifford Odets                | Cary Grant, Ethel Barrymore                                              | Drame                           | Oscar du meilleur acteur pour Barrymore |
| None Shall Escape                            | André de Toth                 | Marsha Hunt, Henry Travers                                               | Film de guerre, drame           | Columbia Pictures                       |
| Nothing But Trouble                          | Sam Taylor                    | Laurel et Hardy                                                          | Comédie                         | MGM                                     |

## O-S
| Titre                       | Réalisateur                  | Distribution                                                     | Genre                                    | Notes                        |
| --------------------------- | ---------------------------- | ---------------------------------------------------------------- | ---------------------------------------- | ---------------------------- |
| Oath of Vengeance           | Sam Newfield                 | Buster Crabbe, Al St. John                                       | Western                                  | PRC                          |
| The Old Grey Hare           | Robert Clampett              |                                                                  | Dessin animé; court métrage              | MGM                          |
| One Body Too Many           | Frank McDonald               | Bela Lugosi                                                      | Comédie                                  | Paramount Pictures           |
| Passage to Marseille        | Michael Curtiz               | Humphrey Bogart, Claude Rains, Sydney Greenstreet, Peter Lorre   | Film de guerre                           | Warner Bros.                 |
| The Pearl of Death          | Roy William Neill            | Basil Rathbone, Nigel Bruce                                      | Film policier                            | Sherlock Holmes              |
| Phantom Lady                | Robert Siodmak               | Franchot Tone                                                    | Film noir                                | Universal Pictures           |
| Pin Up Girl                 | William LeBaron              | Betty Grable, Martha Raye                                        | Film musical                             | 20th Century Fox             |
| Practically Yours           | Mitchell Leisen              | Claudette Colbert, Fred MacMurray                                | Comédie                                  | Paramount Pictures           |
| The Price of Rendova        |                              |                                                                  | Film de guerre, propagande               |                              |
| The Princess and the Pirate | David Butler                 | Bob Hope, Virginia Mayo, Walter Brennan                          | Comédie, aventure                        | RKO                          |
| The Purple Heart            | Lewis Milestone              | Dana Andrews, Richard Conte, Farley Granger                      | Film de guerre                           | 20th Century Fox             |
| Puttin' on the Dog          | Hanna-Barbera                |                                                                  | Dessin animé, court métrage              | MGM                          |
| Raiders of Ghost City (en)  | Lewis D. Collins, Ray Taylor |                                                                  | Western, serial                          | Universal Pictures           |
| Rationing                   | Willis Goldbeck              | Wallace Beery, Marjorie Main                                     | Comédie                                  | MGM                          |
| The Return of the Vampire   | Lew Landers                  | Bela Lugosi, Nina Foch                                           | Film d'horreur                           | Columbia Pictures            |
| Return to Guam              |                              |                                                                  | Court métrage Film de guerre, propagande | Produit par l'U.S. Navy      |
| Russian Rhapsody            | Robert Clampett              | Looney Tunes                                                     | Dessin animé, court métrage              | Warner Bros.                 |
| The Scarlet Claw            | Roy William Neill            | Basil Rathbone, Nigel Bruce                                      | Film policier                            | Sherlock Holmes              |
| Secrets of Scotland Yard    | George Blair                 | Edgar Barrier, Stephanie Bachelor                                | Thriller                                 | Republic Pictures            |
| Sensations of 1945          | Andrew Stone                 | Eleanor Powell, Dennis O'Keefe                                   | Comédie musicale                         | United Artists               |
| The Seventh Cross           | Fred Zinnemann               | Spencer Tracy, Hume Cronyn                                       | Drame, Film de guerre                    | MGM                          |
| Show Business               | Edwin L. Marin               | Eddie Cantor, George Murphy, Joan Davis                          | Film musical                             |                              |
| Since You Went Away         | John Cromwell                | Claudette Colbert, Jennifer Jones, Shirley Temple, Joseph Cotten | Film d'amour                             | United Artists               |
| Song of Russia              | Gregory Ratoff               | Robert Taylor, Susan Peters                                      | Film de guerre                           | MGM                          |
| Song of the Open Road       | S. Sylvan Simon              | Jane Powell                                                      | Comédie musicale                         | United Artists               |
| The Spider Woman            | Roy William Neill            | Basil Rathbone, Nigel Bruce, Gale Sondergaard                    | Film à énigme                            | Sherlock Holmes              |
| Stage Door Cartoon          | Friz Freleng                 |                                                                  | Dessin animé, court métrage              | Warner Bros. Merrie Melodies |
| Lisbon                      | George Sherman               | Vera Ralston, Erich von Stroheim                                 | Thriller                                 | Republic Pictures            |
| The Story of Dr. Wassell    | Cecil B. DeMille             | Gary Cooper, Laraine Day, Signe Hasso                            | Film de guerre, drame                    |                              |
| Sunday Dinner for a Soldier | Lloyd Bacon                  | Anne Baxter, John Hodiak                                         | Film d'amour                             |                              |
| The Suspect                 | Robert Siodmak               | Charles Laughton, Ella Raines                                    | Film noir                                | Universal                    |

## T-Z
| Titre                                             | Réalisateur                                  | Distribution                                                          | Genre                                     | Notes                                    |
| ------------------------------------------------- | -------------------------------------------- | --------------------------------------------------------------------- | ----------------------------------------- | ---------------------------------------- |
| Tall in the Saddle                                | Edwin L. Marin                               | John Wayne, Ella Raines, Ward Bond                                    | Western                                   | RKO Pictures                             |
| Target for Today                                  | William Keighley                             |                                                                       | Documentaire                              | Eighth Air Force en Pologne              |
| Thirty Seconds over Tokyo                         | Mervyn LeRoy                                 | Spencer Tracy, Van Johnson                                            | Film de guerre, drame                     | MGM                                      |
| The Three Caballeros                              | Norman Ferguson, Clyde Geronimi, Jack Kinney |                                                                       | Dessin animé                              | Walt Disney, RKO                         |
| Tick Tock Tuckered                                | Bob Clampett                                 |                                                                       | Dessin animé, court métrage               | Warner Bros.                             |
| The Tiger Woman                                   | Spencer Bennet                               | Allan Lane, Linda Stirling                                            | Action Aventure, serial                   | Republic Pictures                        |
| To Have and Have Not                              | Howard Hawks                                 | Humphrey Bogart, Lauren Bacall. Walter Brennan                        | Film noir                                 | Warner Bros.                             |
| Tomorrow The World!                               |                                              |                                                                       |                                           |                                          |
| Tunisian Victory                                  | Frank Capra, Hugh Stewart, John Huston       |                                                                       | Film de guerre, propagande                | MGM                                      |
| The Uninvited                                     | Lewis Allen                                  | Ray Milland, Ruth Hussey, Donald Crisp                                | Mystère, horreur                          | Paramount Pictures                       |
| Voodoo Man                                        | William Beaudine                             | Bela Lugosi, John Carradine, George Zucco                             | Film d'horreur                            | Monogram                                 |
| Waterfront                                        | Steve Sekely                                 | J. Carrol Naish                                                       | Film de guerre, drame                     |                                          |
| Weird Woman                                       | Reginald Le Borg                             | Lon Chaney, Jr., Anne Gwynne                                          | Film d'horreur                            | Inner Sanctum                            |
| What Makes a Battle                               |                                              |                                                                       | Film de guerre, propagande, court métrage | Prise des îles Marshall                  |
| What's Cookin' Doc?                               | Bob Clampett                                 | Bugs Bunny                                                            | Dessin animé, court métrage               | Warner Bros.                             |
| Étrange Mariage                                   | William Castle                               | Kim Hunter, Dean Jagger                                               | Film noir                                 | aka Betrayed                             |
| The White Cliffs of Dover                         | Clarence Brown                               | Irene Dunne, Alan Marshal                                             | Film de guerre, drame                     |                                          |
| Wilson                                            | Henry King                                   | Charles Coburn, Alexander Knox, Geraldine Fitzgerald, Thomas Mitchell | Bio-pic                                   | 20th Century Fox                         |
| Wing and a Prayer aka The Story of Carrier X      |                                              |                                                                       | Propagande                                | nommé pour le meilleur scénario original |
| With the Marines at Tarawa                        | Louis Hayward                                |                                                                       | Film de guerre, propagande                | Bataille de Tarawa                       |
| The Woman in the Window                           | Fritz Lang                                   | Edward G. Robinson, Joan Bennett, Raymond Massey                      | Film noir                                 | RKO                                      |
| Showboat du Texas (en) (The Yellow Rose of Texas) | Joseph Kane                                  | Roy Rogers, Dale Evans, Trigger                                       | Western                                   | Republic                                 |
| The Yoke's on Me                                  | Jules White                                  | Les Trois Stooges                                                     | Comédie, court métrage                    | Columbia Pictures                        |
| The Zoot Cat                                      | Hanna-Barbera                                | Tom and Jerry                                                         | Dessin animé, court métrage               | MGM                                      |
| Zorro's Black Whip                                | Spencer Gordon Bennet                        |                                                                       | Western, serial                           | Republic Pictures                        |

## Source de la traduction
- (en) Cet article est partiellement ou en totalité issu de l’article de Wikipédia en anglais intitulé « List of American films of 1944 » (voir la liste des auteurs).